# Episodi di The Bank Hacker
La prima stagione della serie televisiva belga The Bank Hacker (De Kraak), composta da 8 episodi, è stata trasmessa in prima visione in Germania su ZDFneo il 21 maggio 2021 e distribuita in Belgio sul servizio di streaming Streamz il 1º dicembre 2021 e trasmessa su VTM dall'11 marzo al 29 aprile 2024.
In Italia la serie è stata distribuita in esclusiva sul servizio di streaming Mediaset Infinity il 2 gennaio 2025.
| nº | Titolo originale     | Titolo italiano | Prima TV       | Prima TV       | Pubblicazione    | Pubblicazione  |
| nº | Titolo originale     | Titolo italiano | Germania       | Belgio         | Belgio           | Italia         |
| -- | -------------------- | --------------- | -------------- | -------------- | ---------------- | -------------- |
| 1  | Scouting             | Episodio 1      | 21 maggio 2021 | 11 marzo 2024  | 1º dicembre 2021 | 2 gennaio 2025 |
| 2  | Bedrieglijk Apparaat | Episodio 2      | 21 maggio 2021 | 18 marzo 2024  | 1º dicembre 2021 | 2 gennaio 2025 |
| 3  | Frankfurt            | Episodio 3      | 21 maggio 2021 | 25 marzo 2024  | 1º dicembre 2021 | 2 gennaio 2025 |
| 4  | Tel Aviv             | Episodio 4      | 21 maggio 2021 | 1º aprile 2024 | 1º dicembre 2021 | 2 gennaio 2025 |
| 5  | Swift                | Episodio 5      | 21 maggio 2021 | 8 aprile 2024  | 1º dicembre 2021 | 2 gennaio 2025 |
| 6  | De Hack              | Episodio 6      | 21 maggio 2021 | 15 aprile 2024 | 1º dicembre 2021 | 2 gennaio 2025 |
| 7  | Zoo                  | Episodio 7      | 21 maggio 2021 | 22 aprile 2024 | 1º dicembre 2021 | 2 gennaio 2025 |
| 8  | Geld op zak          | Episodio 8      | 21 maggio 2021 | 29 aprile 2024 | 1º dicembre 2021 | 2 gennaio 2025 |

## Episodio 1
- Titolo originale: Scouting
- Diretto da: Frank van Mechelen e Joost Wynant
- Scritto da: Maarten Goffin e Kristof Hoefkens

### Trama
Jeremy Peeters è un ragazzo introverso molto abile con i computer. Dopo una gara di informatica viene avvicinato da una banda di truffatori che desidera rapinare la banca internazionale di Francoforte; Jeremy, seppur riluttante, accetta per aiutare la madre, rimasta solo dopo il suicidio del marito e oberata dai debiti accumulati dal coniuge in seguito a un investimento in borsa andato male anche a causa di consigli errati da parte di un consulente, amico di famiglia, e dipendente proprio della banca che la banda vuole rapinare.

## Episodio 2
- Titolo originale: Bedrieglijk Apparaat
- Diretto da: Frank van Mechelen e Joost Wynant
- Scritto da: Maarten Goffin e Kristof Hoefkens

### Trama
Jeremy convince anche i più riluttanti della banda delle sue abilità di hacker e il piano prende il via: il primo passo è inserire un malware nelle stampanti della banca e, per far ciò, viene scelto proprio il ragazzo per introdursi nell'istituto spacciandosi per un tecnico delle stampanti, ma Jeremy è in difficoltà a causa della sua scarsa capacità di rapportarsi con le persone. Quando riesce a introdursi negli uffici della manutenzione però, si fa prendere dal panico e non riesce a portare a termine il suo compito, cosa che contraria molto Prince, uno dei componenti della banda che non si è mai fidato di Jeremy che non ha mai perso occasione per provocarlo e insultarlo.

## Episodio 3
- Titolo originale: Frankfurt
- Diretto da: Frank van Mechelen e Joost Wynant
- Scritto da: Maarten Goffin e Kristof Hoefkens

### Trama
Jeremy riprova a introdursi nel sistema bancario spacciandosi per tecnico degli ascensori e stavolta riesce nel suo intento; quando si ripresenta alla banda di truffatori, ma loro hanno richiamato un vecchio socio che inizialmente si era tirato indietro: Jeremy può restare, ma diventa un subalterno.
Jeremy e Ada, la figlia del capo banda spiano alcuni dirigenti della banca con credenziali di accesso di alto livello e scoprono che uno di loro, sposato con famiglia, ha una relazione con la compagna di scuola della figlia sedicenne.
Rose, la sorellina di Jeremy affetta da mutismo selettivo a causa del suicidio del padre, non dà segni di miglioramento e la madre, oberata dai debiti e colpita dal pignoramento dei beni, fatica a trovare un lavoro, anche se alla fine riesce a trovare un impiego come infermiera.

## Episodio 4
- Titolo originale: Tel Aviv
- Diretto da: Frank van Mechelen e Joost Wynant
- Scritto da: Maarten Goffin e Kristof Hoefkens

## Episodio 5
- Titolo originale: Swift
- Diretto da: Frank van Mechelen e Joost Wynant
- Scritto da: Maarten Goffin e Kristof Hoefkens

## Episodio 6
- Titolo originale: De Hack
- Diretto da: Frank van Mechelen e Joost Wynant
- Scritto da: Maarten Goffin e Kristof Hoefkens

## Episodio 7
- Titolo originale: Zoo
- Diretto da: Frank van Mechelen e Joost Wynant
- Scritto da: Maarten Goffin e Kristof Hoefkens

## Episodio 8
- Titolo originale: Geld op zak
- Diretto da: Frank van Mechelen e Joost Wynant
- Scritto da: Maarten Goffin e Kristof Hoefkens